# Стависька (Радзейовський повіт)
Стависька (пол. Stawiska) — село в Польщі, у гміні Пйотркув-Куявський Радзейовського повіту Куявсько-Поморського воєводства.
Населення — 69 осіб (2011).
У 1975-1998 роках село належало до Влоцлавського воєводства.

## Демографія
Демографічна структура станом на 31 березня 2011 року:
|          | Загалом | Допрацездатний вік | Працездатний вік | Постпрацездатний вік |
| -------- | ------- | ------------------ | ---------------- | -------------------- |
| Чоловіки | 36      | 5                  | 30               | 1                    |
| Жінки    | 33      | 4                  | 17               | 12                   |
| Разом    | 69      | 9                  | 47               | 13                   |